# Wielisław Krajowski
Wielisław Bohdan Krajowski, właśc. Wielisław Králíček (ur. 15 kwietnia 1896 w Rzeszowie, zm. 9 października 1973) – pułkownik dyplomowany artylerii Wojska Polskiego.

## Życiorys
Urodził się 14 kwietnia 1896 w rodzinie Franciszka (właśc. František Králíček, 1861–1932), generała dywizji Wojska Polskiego pochodzenia czeskiego, i Teodozji z Janeczków. Uczył się w C. K. Gimnazjum w Sanoku, gdzie w 1912 ukończył VI klasę. W 1914 ukończył VIII klasę w C. K. Gimnazyum z wykładowym językiem polskim w Przemyślu (na Zasaniu), bez zdania matury. Do października 1918 walczył na froncie włoskim jako podporucznik c. i k. 22 pułku armat polowych.
Pod koniec października 1918 roku wrócił do kraju i zgłosił się do Polskiej Organizacji Wojskowej w Przemyślu. W listopadzie wziął udział w rozbrajaniu oddziałów c. i k. armii na terenie Przemyśla. Następnie jako dowódca plutonu w baterii przemyskiej, późniejszej 1 baterii 4 pułku artylerii polowej, wziął udział w obronie i odsieczy Przemyśla, a później - do stycznia 1919 roku - w grupie płk. Sopotnickiego, w odsieczy i obronie Lwowa. W styczniu 1919 roku powierzono mu funkcję adiutanta I dywizjonu 4 pułku artylerii polowej. 7 maja 1919 został formalnie przyjęty do Wojska Polskiego z zatwierdzeniem posiadanego stopnia podporucznika ze starszeństwem od dnia 1 lutego 1918, zaliczony do I Rezerwy armii, z jednoczesnym powołaniem do służby czynnej na czas wojny. W sierpniu 1919 roku został przeniesiony do Łodzi, gdzie objął stanowisko adiutanta formującego się I dywizjonu 10 pułku artylerii polowej.
Brał udział w wojnie polsko-bolszewickiej. Został awansowany do stopnia porucznika artylerii ze starszeństwem z dniem 1 czerwca 1919. W 1923 służył w Szefostwie Artylerii i Służby Uzbrojenia przy Dowództwie Okręgu Korpusu Nr IX w garnizonie Brześć. W tym stopniu ukończył V Kurs Normalny (od 1 listopada 1924 do 11 października 1926) w Wyższej Szkole Wojennej. W 1923, 1924 pozostawał oficerem nadetatowym 4 pułku artylerii polowej w Inowrocławiu. Po ukończeniu kursu i otrzymaniu dyplomu naukowego oficera Sztabu Generalnego został przydzielony do dowództwa 20 Dywizji Piechoty w Słonimie na stanowisko I oficera sztabu. 12 kwietnia 1927 roku został mianowany kapitanem ze starszeństwem z dniem 1 stycznia 1927 roku i 4. lokatą w korpusie oficerów artylerii. 25 czerwca 1927 roku został przeniesiony do Korpusu Ochrony Pogranicza na stanowisko I oficera sztabu 2 Brygady Ochrony Pogranicza w Baranowiczach. 6 sierpnia tego samego roku został przeniesiony do Dowództwa Okręgu Korpusu Nr IX w Brześciu na stanowisko referenta w Oddziale Ogólnym. Następnie pełnił obowiązki kierownika Samodzielnego Referatu Mob, a później zastępcy szefa Wydziału Mob. W 1932 z DOK IX został przeniesiony do 18 pułku artylerii polowej. 27 czerwca 1935 roku został awansowany na majora ze starszeństwem z dniem 1 stycznia 1935 roku i 36. lokatą w korpusie oficerów artylerii. Do końca grudnia 1935 roku dowodził I dywizjonem 9 pułku artylerii ciężkiej detaszowanym w Brześciu. W styczniu 1936 roku został przydzielony do Szefostwa Komunikacji Wojskowych Sztabu Głównego w Warszawie na stanowisko referenta w Referacie Transportu Wydziału Komunikacji. Później został kierownikiem tego referatu.
W marcu 1939 roku został wyznaczony zastępcą majora Leona Nowosilskiego, szefa Wydziału Operacyjno-Transportowego Szefostwa Komunikacji Wojskowych Sztabu Głównego. W czasie kampanii wrześniowej 1939 roku pełnił służbę na stanowisku zastępcy szefa Wydziału Operacyjno-Transportowego I Eszelonu Szefostwa Komunikacji Naczelnego Wodza. 18 września około godz. 14.00 przekroczył granicę z Rumunią.
Po wybuchu II wojny światowej został oficerem Polskich Sił Zbrojnych. W stopniu pułkownika pełnił funkcję szefa Oddziału I Sztabu Naczelnego Wodza. Po wojnie uchwałą z 26 września 1946 Tymczasowego Rządu Jedności Narodowej Edwarda Osóbki-Morawskiego, wraz z 75 innymi oficerami Wojska Polskiego, został pozbawiony obywatelstwa polskiego, które przywrócono mu w 1971.
Zmarł 9 października 1973. Był żonaty z Marią z Pawluczyków.

## Ordery i odznaczenia
- Krzyż Walecznych (1921)[25]
- Złoty Krzyż Zasługi (25 lutego 1939)[26]
- Srebrny Krzyż Zasługi (25 maja 1929)[27]